# Слайго (аэропорт)
Аэропорт Сла́йго (англ. Sligo Airport, ирл. Aerfort Shligigh) — аэропорт в Страндхилле, графство Слайго Ирландии, расположенный в 9,3 км на запад от города Слайго. Это небольшой региональный аэропорт, в котором нет регулярных рейсов.
21 февраля 2007 года правительство Ирландии объявило о гранте в 8,5 млн евро для реконструкции взлётно-посадочной полосы, улучшения освещения и повышения безопасности, однако план развития затрагивал близлежащие пляжи, что вызвало резкую критику местных жителей и Департамента охраны окружающей среды; разрешение на строительство было отменено в суде.
В настоящее время правительством рекомендовано закрыть аэропорт в силу плохой работы, роста расходов и развития альтернативного транспорта в регионе.